# Dynasty Warriors 7
Dynasty Warriors 7 (真・三國無双6?, Shin: Sangoku musō 6) è un videogioco strategico d'azione, settimo capitolo della serie Dynasty Warriors. Il videogioco è stato sviluppato dalla Omega Force e pubblicato dalla Koei Tecmo Games per PlayStation 3. La storia del videogioco è ispirata ad Il romanzo dei tre regni di Luo Guanzhong. Il videogioco è stato annunciato in occasione del Tokyo Game Show 2010. La Koei Tecmo Games ha pubblicato il videogioco sul mercato nordamericano il 29 marzo 2011 ed in Europa l'8 aprile 2011, per console PlayStation 3 ed Xbox 360.

## Accoglienza
La rivista Play Generation diede alla versione originale per PlayStation 3 un punteggio di 78/100, apprezzando i molti personaggi e i combattimenti esaltanti e come contro il fatto che poteva risultare monotono e la telecamera poteva risultare un ostacolo al divertimento, finendo per trovarlo un titolo che anche se offriva la giocabilità tipica della saga, la spettacolarità delle battaglie e le novità non avrebbero deluso i fan o i "nuovi arrivati".
La stessa testata diede alla riedizione Xtreme Legends, sempre per PlayStation 3, un punteggio di 83/100, apprezzando le nuove modalità e il divertimento della modalità cooperativa e come contro il fatto che la giocabilità non è variata rispetto al passato e si rivela molto ripetitivo nonostante sia spettacolare.